# Armand-Gaston-Maximilien de Rohan de Soubise
Armand-Gaston-Maximilien kardinal de Rohan de Soubise, francoski rimskokatoliški duhovnik, škof in kardinal, * 24. junij 1674, Pariz, † 19. julij 1749, Pariz.

## Življenjepis
28. februarja 1701 je bil imenovan za soupraviteljskega škofa Strasbourga; potrjen je bil 18. aprila 1701 in na isti dan je bil imenovan za naslovnega škofa Tiberiasa. 26. junija 1701 je prejel škofovsko posvečenje. 10. aprila 1704 je postal polni škof Strasbourga.
18. maja 1712 je bil povzdignjen v kardinala in 16. junija 1721 je bil imenovan za kardinal-duhovnika SS. Trinità al Monte Pincio.